# 普尔努瓦拉格拉斯
普尔努瓦拉格拉斯（法語：Pournoy-la-Grasse，法語發音：[puʁnwa la ɡʁas]；洛林语：Lai grouss' Poneu）是法国摩泽尔省的一个市镇，属于梅斯区。

## 地理
普尔努瓦拉格拉斯（49°0'53"N, 6°13'16"E）面积7.19 平方千米，位于法国大東部大區摩泽尔省，该省份为法国东北部内陆省份，是洛林的一部分，西南接默尔特-摩泽尔省，东临下莱茵省，北与卢森堡和德国接壤。
与普尔努瓦拉格拉斯接壤的市镇（或旧市镇、城区）包括：谢里塞、塞耶河畔宽、弗勒里、古万、奥尔尼、波梅里约、韦尔尼。

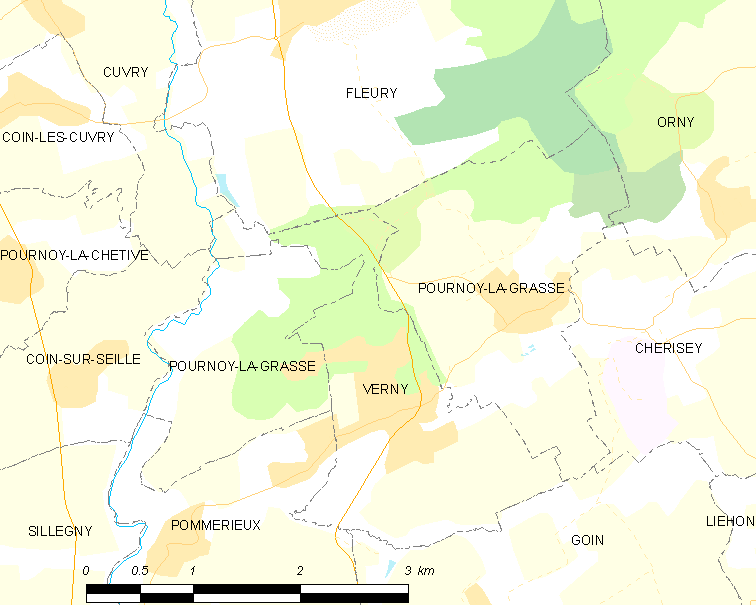
普尔努瓦拉格拉斯的OSM定位图

普尔努瓦拉格拉斯的时区为UTC+01:00、UTC+02:00（夏令时）。

## 行政
普尔努瓦拉格拉斯的邮政编码为57420，INSEE市镇编码为57554。

## 政治
普尔努瓦拉格拉斯所属的省级选区为福尔克蒙县。

## 人口

1962-2008年间普尔努瓦拉格拉斯人口变化图示

普尔努瓦拉格拉斯于2022年1月1日时的人口数量为741人。